# Lilica Boal
Maria da Luz Freire de Andrade, née en 1934 à Tarrafal et morte le 6 novembre 2024 à Praia, mieux connue sous le nom de Lilica Boal, est une historienne, philosophe, éducatrice et militante antifasciste au Cap-Vert . Elle s'est battue pour l'indépendance de la Guinée-Bissau et du Cap-Vert, et contre la dictature portugaise Estado Novo.
En tant que seule femme siégeant à la première Assemblée nationale du Cap-Vert, elle est devenue la première femme législatrice du pays.

## Enfance et formation
Boal est née en 1934 à Tarrafal, Cap-Vert, sur l'île de Santiago, de parents commerçants assez aisés : Dona Eulália Andrade, plus connue sous le nom de Nha Beba, et José Freire Andrade, plus connu sous le nom de Nho Papacho,,.
Elle vit à Tarrafal jusqu'à l'âge de 11 ans, date à laquelle elle part pour l'île de São Vicente afin d' étudier au Liceu Gil Eanes, aujourd'hui Liceu Ludgero Lima. Elle déménage ensuite au Portugal, où elle termine ses études secondaires à Braga. Elle intègre l'Université de Coimbra, où elle étudie l'histoire et la philosophie.
Après deux ans à Coimbra, elle s'installe à Lisbonne, où elle s'inscrit au programme d'histoire et de philosophie de l'Université de Lisbonne. Là, elle commence à fréquenter la Casa dos Estudantes do Império, un lieu de rencontre pour les étudiants des colonies africaines du Portugal. C'est alors qu'elle commence à s'identifier au mouvement de libération. Les élèves discutent des situations dans leurs différents pays et du rôle qu'ils pourraient jouer dans la lutte pour la liberté,.

## Carrière politique

### "Vol au combat"
En juin 1961, Boal est retournée en Afrique avec d'autres étudiants africains dans un « vol au combat », comme ils l'appelaient, dans le but de lutter pour l'indépendance de leur pays. Leur voyage était clandestin et les a menés à travers Porto, San Sebastián (où ils ont été emprisonnés pendant 48 heures), la France et l'Allemagne avant d'arriver finalement au Ghana,.
Boal s'est installée au Sénégal, à Dakar, afin de travailler au bureau du Parti africain pour l'indépendance de la Guinée et du Cap-Vert . C'est à partir de là qu'elle prend contact avec la communauté du Cap-Vert pour discuter et développer la possibilité de lutter pour l'indépendance dans son pays d'origine, Elle a également travaillé pour soigner les blessés de guerre arrivés de l'autre côté de la frontière via Ziguinchor 

### Directrice de l'École Pilote
Boal a commencé à voyager à Conakry, en Guinée, pour former des enseignants.
A l'invitation d'Amilcar Cabral, elle devient en 1969 la directrice de l'École pilote du Parti africain pour l'indépendance de la Guinée et du Cap-Vert, lancée à Conakry en 1965 dans le but d'éduquer les jeunes combattants et les orphelins de guerre,,,,
Boal a dit plus tard de Cabral, qui était un important leader anticolonial africain jusqu'à son assassinat en 1973, « Amílcar se souciait de la question du genre. Il a dit que les femmes devaient se battre pour leur liberté. Il a choisi des femmes pour tous les aspects de la lutte : éducation, santé, information, logistique
En tant que directrice de l'école, elle prend la responsabilité de développer de nouveaux matériels d'étude, car ceux qui existaient ne reflétaient pas la réalité du pays. Ses recherches pour cette entreprise comprennent la consultation de supports de cours d'autres pays, dont le Sénégal, et leur adoption dans le contexte local
À l'école, elle enseigne le portugais, le français, l'anglais, la géographie et l'histoire de la Guinée et du Cap-Vert, dans le but de définir l'avenir de ces pays. Elle supervise également l'attribution de bourses qui ont permis à plusieurs de ses étudiants de poursuivre leurs études à Cuba, en Union soviétique, en Allemagne de l'Est et en Tchécoslovaquie. L'école a un fort soutien international de ces pays ainsi que de la Suède, de la France et d'autres. Les étudiants doivent être préparés à toute situation, ils ont donc également appris à manier les armes,,.
Au cours de cette période, Boal rejoint la direction de l'Union démocratique des femmes (UDEMU), l'aile féminine du parti, assumant la responsabilité des relations internationales. Elle participe à des conférences internationales de femmes qui traitent de la situation des femmes en Afrique et dans le monde.
De 1974 à 1979, elle est directrice de l'Instituto Amizade du parti en Guinée-Bissau, et elle est ensuite nommée au deuxième poste au ministère de l'Éducation, en tant que directrice générale de la coordination de 1979 à fin 1980,.

### Retour au Cap Vert
En 1980, après qu'un coup d'État militaire a porté João Bernardo Vieira au pouvoir en Guinée-Bissau, elle retourne au Cap-Vert et commence à travailler comme inspectrice générale de l'éducation. Elle travaille ensuite  à l'Instituto Cabo-verdiano de Solidariedade jusqu'à sa retraite. Elle devient également la première femme élue à l' Assemblée nationale naissante du Cap-Vert,,.
Elle est l'une des fondatrices, en 1981, de l'Organização das Mulheres de Cabo Verde, une organisation qui vise à soutenir l'autonomie des femmes. Boal gère les partenariats internationaux de l'organisation.

## Vie privée
À l'Université de Coimbra, elle rencontre Manuel Boal, un étudiant en médecine angolais et plus tard un autre combattant de la liberté. Le couple se marie en 1958 et a une fille et un fils, Sara et Baluka, qui sont élevés en partie par la mère de Lilica Boal au plus fort de la lutte pour la libération,